# ビンセント・フェイゲンブッツ
ビンセント・フェイゲンブッツ（Vincent Feigenbutz、1995年9月11日 - ）は、ドイツのプロボクサー。バーデン＝ヴュルテンベルク州カールスルーエ出身。元WBA世界スーパーミドル級暫定王者。

## 来歴

### スーパーミドル級
2011年12月3日、バーデン＝ヴュルテンベルク州カールスルーエ郡ワーグホイゼルでズデネック・シロキーとデビュー戦を行い、初回34秒KO勝ちを収めた。
2012年3月24日、ノルトライン＝ヴェストファーレン州ミュンスターでローマン・アレシンと対戦し、3回2分36秒TKO負けを喫した。
2014年8月30日、ノルトライン＝ヴェストファーレン州ハレのゲリー・ウェバー・シュタディオンでスラヴィサ・シメウノヴィッチとWBOインターコンチネンタルスーパーミドル級暫定王座決定戦を行い、初回2分37秒TKO勝ちを収め王座獲得に成功した。
2014年9月、ヴィルフリート・ザウアーラントのザウアーラント・イベントと契約。
2014年9月27日、シュレースヴィヒ＝ホルシュタイン州キールでグラム・ナツリシュビリと対戦し、3回1分11秒TKO勝ちを収めWBOインターコンチネンタル暫定王座の初防衛に成功した。
2015年3月21日、メクレンブルク＝フォアポンメルン州ロストックでバラージュ・ケレメンとWBOインターコンチネンタルスーパーミドル級王座決定戦を行い、9回51秒TKO勝ちを収め王座獲得に成功した。
2015年7月18日、ノルトライン＝ヴェストファーレン州ハレのゲリー・ウェバー・シュタディオンでヒョードル・チュディノフの正規王座認定に伴い空位となったWBA世界スーパーミドル級暫定王座並びにGBU世界スーパーミドル級王座決定戦をWBA世界スーパーミドル級8位のマウリシオ・レイノソと行い、3回1分21秒TKO勝ちを収めWBA暫定王座並びにGBU王座の獲得に成功した。
2015年10月17日、カールスルーエのメッセ・カールスルーエでWBA世界スーパーミドル級13位のジョバンニ・デ・カロリスと対戦し、12回3-0（3者とも115-113）の判定勝ちを収めWBA暫定王座並びにGBU王座の初防衛に成功した。
2016年1月5日、WBAはタイトルマッチ委員会を開き、正規王者のヒョードル・チュディノフがスーパー王座に認定されたのを受け、同月9日に予定されているジョバンニ・デ・カロリス戦は正規王座決定戦として行われることになった。
2016年1月9日、オッフェンブルクのバーデン・アリーナでWBA世界スーパーミドル級14位のジョバンニ・デ・カロリスと3ヵ月ぶりに再戦となるGBU王座の防衛戦とWBA世界スーパーミドル級王座決定戦(記録上は暫定王座の2回目の防衛)を行い、11回32秒TKO負けを喫しWBA王座並びにGBU王座の2度目の防衛に失敗、王座から陥落した。
2016年12月3日、カールスルーエのウフガウハレでマイク・ケタとIBFインターコンチネンタルスーパーミドル級王座決定戦を行い、2回1分49秒KO勝ちを収め王座獲得に成功した。
2020年2月15日、テネシー州ナッシュビルのブリヂストン・アリーナでIBF世界スーパーミドル級王者カレブ・プラントと対戦し、10回2分23秒TKO負けを喫し王座獲得に失敗した。

### ミドル級
2020年8月28日、ベルリンでジェマ・サイディーとIBFインターコンチネンタルミドル級王座決定戦を行い、12回3-0(2者が116-112、118-111)の判定勝ちを収め王座を獲得した。
2021年1月、元2階級制覇王者であるフェリックス・シュトルムとの対戦が4月に実施で合意していたが、試合開催を正式決定から1週間後にシュトルムが一転して延期してユルゲン・ブリーマーとの交渉を進めたりしてどんどん後回しになり、同年5月にはフェイゲンブッツがシュトルムとの対戦交渉が一転して決裂した事を明かした。
2022年4月、ザウアーラント・イベント時代から8年所属していたワッサーマン・ボクシングから離脱、ペトコ・ボックス・プロモーションと契約した。

## 獲得タイトル
- WBOインターコンチネンタルスーパーミドル級暫定王座
- WBOインターコンチネンタルスーパーミドル級王座
- WBA世界スーパーミドル級暫定王座（防衛1）
- GBU世界スーパーミドル級王座
- IBFインターコンチネンタルスーパーミドル級王座
- IBOインターナショナルスーパーミドル級王座
- IBFインターコンチネンタルミドル級王座